# Championnat de France de football de troisième division 2025-2026
Navigation
National 2024-2025 Ligue 3 2026-2027
La saison 2025-2026 du Championnat de France de football National est la 33e édition du Championnat de France de football de National, la 29e et dernière sous l'appellation « National », le championnat devenant entièrement professionnel et prenant le nom "Ligue 3" à partir de la saison suivante. La saison débute le 8 août 2025 et s’achève le 15 mai 2026.

## Décisions administratives
Par une décision du 11 juin 2025, la Direction nationale du contrôle de gestion (DNCG) prononce la rétrogradation administrative en National 2 du Football Bourg-en-Bresse Péronnas 01, 5e lors de la saison 2024-2025, mais celle-ci est infirmée en appel le 3 juillet.
Le 24 juin 2025, la DNCG annonce la rétrogradation de l'AC Ajaccio (12e du championnat 2024-2025 de Ligue 2) en National, pour garanties bancaires insuffisantes. C'est la seconde année consécutive que le club corse est menacé de rétrogradation administrative par la DNCG. Le club a fait appel de cette décision, mais la rétrogradation est néanmoins confirmée le 15 juillet 2025. L'AC Ajaccio renonce finalement à saisir le Comité national olympique et sportif français (CNOSF), ce qui entraîne le repêchage de l'US Boulogne (3e du championnat 2024-2025 de National et défait en barrage d'accession), dont le budget a été validé par les instances de la Ligue 2.
Après être passé une première fois devant la DNCG professionnelle, le FC Martigues (17e du championnat 2024-2025 de Ligue 2 et relégué) se voit exclure des compétitions nationales par la DNCG fédérale le 4 juillet 2025. La sanction est confirmée en appel le 15 juillet 2025. Cette exclusion entraîne le repêchage de la Berrichonne de Châteauroux, 16e du championnat 2024-2025 de National et premier relégué.
L'AC Ajaccio est exclu des compétitions nationales le 13 août 2025. Le National se jouera à nouveau à 17 clubs lors de la saison 2025-2026, la place du club corse étant laissée vacante. Le FC 93 Bobigny, meilleur deuxième de National 2 2024-2025, avait espéré un repêchage en saisissant les instances fédérales, mais a finalement été contraint à renoncer, non sans porter l'affaire devant le Tribunal administratif.

## Participants
L'édition 2025-2026 se joue à 17 équipes. L'équipe en provenance de Ligue 2 est le SM Caen, relégué, l'AC Ajaccio et le FC Martigues étant exclus des compétitions nationales. Les trois promus de National 2 sont le FC Fleury 91, Le Puy Foot et le Stade briochin. Ces cinq équipes remplacent les trois clubs promus en Ligue 2 : l'AS Nancy-Lorraine, Le Mans FC et l'US Boulogne, alors que le Nîmes Olympique, dernier de la précédente saison, est relégué en National 2.
| \| SC Aubagne AB Dijon FCO Bourg-Péronnas FC Fleury 91 LB Châteauroux FC Rouen FC Sochaux-M. FC Versailles FC Villefranche Le Puy Foot Paris 13 Stade briochin SM Caen US Concarneau US Orléans Quevilly-RM Valenciennes FC \| Localisation des clubs engagés dans le championnat. |
| SC Aubagne AB Dijon FCO Bourg-Péronnas FC Fleury 91 LB Châteauroux FC Rouen FC Sochaux-M. FC Versailles FC Villefranche Le Puy Foot Paris 13 Stade briochin SM Caen US Concarneau US Orléans Quevilly-RM Valenciennes FC                                                           |

| SC Aubagne AB Dijon FCO Bourg-Péronnas FC Fleury 91 LB Châteauroux FC Rouen FC Sochaux-M. FC Versailles FC Villefranche Le Puy Foot Paris 13 Stade briochin SM Caen US Concarneau US Orléans Quevilly-RM Valenciennes FC |

| \| FC Versailles Paris 13 Atletico FC Fleury \| Localisation des clubs franciliens. |
| FC Versailles Paris 13 Atletico FC Fleury                                           |

| FC Versailles Paris 13 Atletico FC Fleury |

| \| · Quevilly-RM FC Rouen SM Caen \| Localisation des clubs normands. |
| · Quevilly-RM FC Rouen SM Caen                                        |

| · Quevilly-RM FC Rouen SM Caen |

| Club                       | En National depuis | Classement 2024-2025 | Entraîneur(s)        | Depuis | Stade                                               | Capacité          | Nombre de saisons en National |
| -------------------------- | ------------------ | -------------------- | -------------------- | ------ | --------------------------------------------------- | ----------------- | ----------------------------- |
| SM Caen                    | 2025               | 18e (Ligue 2)        | Maxime d'Ornano      | 2025   | Stade Michel-d'Ornano                               | 19 925            | 0                             |
| Dijon FCO                  | 2023               | 4e                   | Baptiste Ridira      | 2024   | Stade Gaston-Gérard                                 | 15 459            | 6                             |
| Bourg-en-Bresse 01         | 2024               | 5e                   | David Le Frapper     | 2024   | Stade Marcel-Verchère                               | 08 840            | 10                            |
| SC Aubagne Air-Bel         | 2024               | 6e                   | Gabriel Santos       | 2025   | Stade de Lattre-de-Tassigny                         | 01 000            | 1                             |
| US Orléans                 | 2020               | 7e                   | Hervé Della Maggiore | 2024   | Stade de la Source                                  | 06 866            | 10                            |
| US Concarneau              | 2024               | 8e                   | Stéphane Rossi       | 2024   | Stade Guy-Piriou                                    | 02 539 puis 5 000 | 8                             |
| Valenciennes FC            | 2024               | 9e                   | Stéphane Moulin      | 2025   | Stade du Hainaut                                    | 25 172            | 9                             |
| Quevilly Rouen Métropole   | 2024               | 10e                  | David Carré          | 2024   | Stade Robert-Diochon                                | 08 372            | 5                             |
| FC Rouen                   | 2023               | 11e                  | Régis Brouard        | 2024   | Stade Robert-Diochon                                | 08 372            | 9                             |
| FC Sochaux-Montbéliard     | 2023               | 12e                  | Vincent Hognon       | 2025   | Stade Auguste-Bonal                                 | 20 005            | 2                             |
| FC Versailles              | 2022               | 13e                  | Jordan Gonzalez      | 2024   | Stade Georges-Lefèvre Stade Montbauron              | 02 164 07 545     | 3                             |
| Paris 13 Atletico          | 2024               | 14e                  | Maxence Flachez      | 2025   | Stade Pelé                                          | 0995              | 2                             |
| FC Villefranche-Beaujolais | 2018               | 15e                  | Fabien Pujo          | 2025   | Stade Armand Chouffet                               | 03 500            | 7                             |
| LB Châteauroux             | 2021               | 16e                  | Valentin Guichard    | 2025   | Stade Gaston-Petit                                  | 14 472            | 7                             |
| Le Puy Foot                | 2025               | 1er de N2 (A)        | Stéphane Dief        | 2023   | Stade Charles-Massot                                | 04 800            | 2                             |
| Stade briochin             | 2025               | 1er de N2 (B)        | Guillaume Allanou    | 2024   | Stade Fred-Aubert                                   | 05 101            | 3                             |
| FC Fleury 91               | 2025               | 1er de N2 (C)        | David Vignes         | 2023   | Stade Walter Felder (J2) Stade Robert-Bobin (J4 → ) | 0500 18 550       | 0                             |

Légende des couleurs
- Relégué de Ligue 2 2024-2025
- Promu de National 2 2024-2025

### Évolution des stades
- L'US Concarneau voit son Stade Guy-Piriou continuer son évolution avec la poursuite des travaux de la nouvelle tribune principale faisant suite à ceux de l'homologation du stade pour la Ligue 2. La capacité d'accueil sera portée à 5000 places après achèvement des travaux dans le courant de la saison[13].
- A la suite du départ du Paris FC au Stade Jean-Bouin, le Paris 13 Atlético a exprimé son souhait auprès de la ville de Paris de jouer la majeure partie de ses matchs au Stade Charléty et devenir le nouveau résident du stade[14].
- Le stade Armand-Chouffet où évolue le FC Villefranche Beaujolais devrait changer de configuration en cours de saison avec le déplacement de la nouvelle tribune Est derrière les buts côté Sud, pour laisser place à une nouvelle tribune principale plus grande[15].
- Le FC Fleury 91, qui a obtenu la première montée en National de son histoire[16], va déménager au Stade Robert-Bobin de Bondoufle pour la saison 2025-2026. Cette décision est motivée par la capacité trop faible du Stade Walter-Felder de Fleury-Mérogis pour accueillir un maximum de spectateurs et de partenaires commerciaux[17]. L'équipe a toutefois joué le premier match de sa saison dans son stade Walter-Felder[18].
- Dans l'impossibilité de jouer ses matchs au Stade Montbauron en soirée en raison d'un éclairage insuffisant, le FC Versailles disputera ses matchs à domicile au Camp des Loges à Saint-Germain-en-Laye, ancien terrain d'entraînement du Paris SG. Le club n'exclut toutefois pas de jouer au Stade Montbauron si la rencontre est programmée un samedi après-midi[19].

### Statut professionnel
À chaque début de saison, les clubs éligibles, anciens pensionnaires de Ligue 2, peuvent demander le maintien du statut professionnel. Cette saison, la FFF décide de maintenir le statut professionnel aux clubs suivants : SM Caen, Dijon FCO, US Concarneau, Valenciennes FC, Quevilly Rouen Métropole, FC Sochaux-Montbéliard.
L'US Orléans abandonne volontairement son statut de club professionnel afin d'obtenir une subvention de la FFF; c'est la même décision pour La Berrichonne de Châteauroux après 34 saisons, initialement relégué en N2 mais finalement repêché en N1.

### Changements d'entraîneur
| Club                       | Entraîneur(s) partant(s) | Motif du départ     | Date de départ | Position   | Entraîneur(s) arrivant(s) | Date d'arrivée |
| -------------------------- | ------------------------ | ------------------- | -------------- | ---------- | ------------------------- | -------------- |
| SM Caen                    | Michel Der Zakarian      | Fin de contrat      | 10 mai 2025    | Pré-saison | Maxime d'Ornano           | 12 mai 2025    |
| FC Sochaux-Montbéliard     | Frédéric Bompard         | Renvoi              | 16 mai 2025    | Pré-saison | Vincent Hognon            | 22 mai 2025    |
| Valenciennes FC            | Vincent Hognon           | Consentement mutuel | 19 mai 2025    | Pré-saison | Stéphane Moulin           | 21 mai 2025    |
| FC Villefranche-Beaujolais | Laurent Combarel         | Renvoi              | 22 mai 2025    | Pré-saison | Fabien Pujo               | 26 mai 2025    |
| LB Châteauroux             | Cris                     | Non communiqué      | 2 juin 2025    | Pré-saison | Valentin Guichard         | 2 juin 2025    |

### Propriétaires et investisseurs majoritaires
| Club                     | Budget en M€ | Actionnaire majoritaire    | Depuis | Président             | Directeur sportif                          | Sources |
| ------------------------ | ------------ | -------------------------- | ------ | --------------------- | ------------------------------------------ | ------- |
| SC Aubagne Air-Bel       | 1,5          | Lionel Jeanningros         | 2014   | Lionel Jeanningros    | Franck Tognarelli                          | [ 22 ]  |
| Bourg-en-Bresse 01       | 2,4          | Gilles Garnier             | 2023   | Gilles Garnier        | vacant                                     | [ 23 ]  |
| SM Caen                  | 7            | Coalition Capital          | 2024   | Ziad Hammoud          | Reda Hammache                              | ,       |
| LB Châteauroux           | 3,5          | ZLZ Holding                | 2025   | Djamel Zemmar         | vacant                                     | [ 27 ]  |
| US Concarneau            | 3,3          | Piriou Sport Développement | 2003   | Jacques Piriou        | vacant                                     | [ 28 ]  |
| Dijon FCO                | 10           | Pierre-Henri Deballon      | 2024   | Pierre-Henri Deballon | vacant                                     | ,       |
| FC Fleury 91             | 2,2          | Pascal Bovis               | 1986   | Pascal Bovis          | vacant                                     | ,       |
| Le Puy Foot              | 3            | Christophe Gauthier        | 2017   | Christophe Gauthier   | vacant                                     | [ 33 ]  |
| US Orléans               | 7,5          | Cyril Courtin              | 2024   | Cyril Courtin         | vacant                                     | ,       |
| Paris 13 Atletico        | 2,2          | Frédéric Pereira           | 2012   | Frédéric Pereira      | Nicolas Ducteil                            | [ 35 ]  |
| Quevilly Rouen Métropole | 5            | Michel Mallet              | 2001   | Michel Mallet         | vacant                                     | [ 30 ]  |
| FC Rouen                 | 5,5          | Tarkan Ser                 | 2024   | Tarkan Ser            | Christophe Chareyre (coordinateur sportif) | ,       |
| Stade briochin           | 1,8          | Guillaume Allanou          | 2009   | Guillaume Allanou     | Guillaume Allanou                          | ,       |
| FC Sochaux-Montbéliard   | 11,8         | FCSM 2028                  | 2023   | Clément Calvez        | Julien Cordonnier                          | ,       |
| Valenciennes FC          | 11           | Sport Republic             | 2023   | Dirk Gerkens          | Mathieu Frison (coordinateur sportif)      | ,       |
| FC Versailles 78         | 7,5          | Alexandre Mulliez          | 2023   | Alexandre Mulliez     | Salomon Kashala                            | ,       |
| FC Villefranche          | 4            | Philippe Terrier           | 2023   | Philippe Terrier      | Edouard Chabas                             | ,       |

### Équipementiers
| Club                     | Équipementier |
| ------------------------ | ------------- |
| SC Aubagne Air-Bel       | Adidas        |
| Bourg-en-Bresse 01       | Hummel        |
| SM Caen                  | Nike          |
| LB Châteauroux           | Erreà         |
| US Concarneau            | Hummel        |
| Dijon FCO                | Nike          |
| FC Fleury 91             | Skita         |
| Le Puy Foot              | Adidas        |
| US Orléans               | Hummel        |
| Paris 13 Atletico        | Skita         |
| Quevilly Rouen Métropole | Hummel        |
| FC Rouen                 | X Krypt       |
| Stade briochin           | Kappa         |
| FC Sochaux-Montbéliard   | Eldera        |
| Valenciennes FC          | Hummel        |
| FC Versailles 78         | Kappa         |
| FC Villefranche          | Adidas        |

### Arbitres
Le tableau suivant dresse la liste des arbitres centraux désignés pour la saison 2025-2026 du championnat de France de National : 
| Arbitre | Ligue |
| ------- | ----- |

## Compétition

### Règlement
Le classement est calculé avec le barème de points suivant : une victoire vaut trois points, le match nul un. La défaite ne rapporte aucun point.
À égalité de points, les critères de départage sont les suivants :
1. Plus grand nombre de points dans les confrontations directes ;
2. Plus grande différence de buts particulière ;
3. Plus grande différence de buts générale ;
4. Plus grand nombre de buts marqués sur l'ensemble du championnat ;
5. Meilleure place au Challenge du Fair-play (un point par joueur averti, trois points par joueur exclu) ;
6. Tirage au sort.

Le National se déroule comme la Ligue 1 et Ligue 2. L'exception notable est à la différence de buts. Dans les championnats amateurs français, c'est la différence de buts particulière qui domine en cas d'égalité de points au classement final.

### Classement général
| Rang | Équipe                      | Pts | J | G | N | P | Bp | Bc | Diff |
| ---- | --------------------------- | --- | - | - | - | - | -- | -- | ---- |
| 1    | FC Sochaux-Montbéliard      | 6   | 2 | 2 | 0 | 0 | 6  | 0  | +6   |
| 2    | FC Versailles 78            | 6   | 2 | 2 | 0 | 0 | 3  | 1  | +2   |
| 3    | SM Caen R                   | 4   | 2 | 1 | 1 | 0 | 4  | 1  | +3   |
| 4    | FC Fleury 91 P              | 4   | 2 | 1 | 1 | 0 | 4  | 1  | +3   |
| 5    | Dijon FCO                   | 4   | 2 | 1 | 1 | 0 | 3  | 2  | +1   |
| 6    | Valenciennes FC             | 4   | 2 | 1 | 1 | 0 | 2  | 1  | +1   |
| 7    | Paris 13 Atletico           | 3   | 2 | 1 | 0 | 1 | 2  | 2  | 0    |
| 8    | SC Aubagne Air-Bel          | 3   | 2 | 1 | 0 | 1 | 3  | 4  | -1   |
| 9    | LB Châteauroux              | 2   | 2 | 0 | 2 | 0 | 2  | 2  | 0    |
| 10   | Football Club de Rouen 1899 | 2   | 2 | 0 | 2 | 0 | 1  | 1  | 0    |
| 11   | Bourg-en-Bresse 01          | 1   | 1 | 0 | 1 | 0 | 2  | 2  | 0    |
| 12   | US Concarneau               | 1   | 1 | 0 | 1 | 0 | 0  | 0  | 0    |
| 13   | Quevilly Rouen Métropole    | 1   | 2 | 0 | 1 | 1 | 1  | 2  | -1   |
| 14   | FC Villefranche-Beaujolais  | 1   | 2 | 0 | 1 | 1 | 1  | 3  | -2   |
| 15   | Le Puy Foot 43 Auvergne P   | 0   | 2 | 0 | 0 | 2 | 1  | 3  | -2   |
| 16   | Stade briochin P            | 0   | 2 | 0 | 0 | 2 | 1  | 5  | -4   |
| 17   | US Orléans                  | 0   | 2 | 0 | 0 | 2 | 1  | 7  | -6   |

Promotion
- 1er et 2e : Promotion en Ligue 2 2026-2027

- 3e : Barrages de promotion en Ligue 2

Relégation
- 16e et 17e : Relégation en National 2026-2027

Abréviations
- R : Relégué de Ligue 2 2024-2025
- P : Promu de National 2 2024-2025
- -1 : Points de pénalité

### Résultats
| Résultats (▼dom., ►ext.)                                   | SCA | FBP | SMC | LBC | USC | DFC | FLE | PUY | USO | P13 | QRM | FCR | STB | FCS | VFC | V78 | FCV |
| SC Aubagne Air-Bel                                         |     | -   | -   | -   | -   | -   | -   | -   | -   | -   | -   | -   | -   | -   | -   | -   | 3-1 |
| Bourg-en-Bresse 01                                         | -   |     | -   | -   | -   | -   | -   | -   | -   | -   | -   | -   | -   | -   | -   | -   | -   |
| SM Caen                                                    | 3-0 | -   |     | -   | -   | -   | -   | -   | -   | -   | -   | -   | -   | -   | -   | -   | -   |
| LB Châteauroux                                             | -   | 2-2 | -   |     | -   | -   | -   | -   | -   | -   | -   | -   | -   | -   | 0-0 | -   | -   |
| US Concarneau                                              | -   | -   | -   | -   |     | -   | -   | -   | -   | -   | -   | -   | -   | -   | -   | -   | -   |
| Dijon FCO                                                  | -   | -   | -   | -   | -   |     | -   | -   | -   | -   | -   | 1-1 | -   | -   | -   | -   | -   |
| FC Fleury 91                                               | -   | -   | -   | -   | -   | -   |     | -   | -   | -   | -   | -   | 4-1 | -   | -   | -   | -   |
| Le Puy Foot                                                | -   | -   | -   | -   | -   | -   | -   |     | -   | -   | -   | -   | -   | 0-1 | -   | -   | -   |
| US Orléans                                                 | -   | -   | -   | -   | -   | 1-2 | -   | -   |     | -   | -   | -   | -   | -   | -   | -   | -   |
| Paris 13 Atletico                                          | -   | -   | -   | -   | -   | -   | -   | -   | -   |     | 1-0 | -   | -   | -   | -   | -   | -   |
| Quevilly Rouen Métropole                                   | -   | -   | 1-1 | -   | -   | -   | -   | -   | -   | -   |     | -   | -   | -   | -   | -   | -   |
| FC Rouen 1899                                              | -   | -   | -   | -   | -   | -   | 0-0 | -   | -   | -   | -   |     | -   | -   | -   | -   | -   |
| Stade briochin                                             | -   | -   | -   | -   | -   | -   | -   | -   | -   | -   | -   | -   |     | -   | -   | 0-1 | -   |
| FC Sochaux-Montbéliard                                     | -   | -   | -   | -   | -   | -   | -   | -   | 5-0 | -   | -   | -   | -   |     | -   | -   | -   |
| Valenciennes FC                                            | -   | -   | -   | -   | -   | -   | -   | 2-1 | -   | -   | -   | -   | -   | -   |     | -   | -   |
| FC Versailles 78                                           | -   | -   | -   | -   | -   | -   | -   | -   | -   | 2-1 | -   | -   | -   | -   | -   |     | -   |
| FC Villefranche-Beaujolais                                 | -   | -   | -   | -   | 0-0 | -   | -   | -   | -   | -   | -   | -   | -   | -   | -   | -   |     |
| - Victoire à domicile - Match nul - Victoire à l'extérieur |     |     |     |     |     |     |     |     |     |     |     |     |     |     |     |     |     |

#### Barrages de promotion
Les barrages de promotion entre le troisième de National et le seizième de la Ligue 2 se déroulent durant le mois de mai 2026. Le vainqueur de ces barrages obtient une place pour le championnat de Ligue 2 2026-2027 tandis que le perdant va en National.
| Match aller       | 3e de National | -   | 16e de Ligue 2 (L2) | Stade du 3e de National |  |
| Mardi 19 mai 2026 |                | (-) |                     |                         |  |

| Match retour         | 16e de Ligue 2 (L2) | -   | 3e de National | Stade du 16e de Ligue 2 |  |
| Dimanche 24 mai 2026 |                     | (-) |                |                         |  |

## Statistiques

### Domicile et extérieur
| Rang | Équipe                     | Pts | J | G | N | P | Bp | Bc | Diff |
| ---- | -------------------------- | --- | - | - | - | - | -- | -- | ---- |
| 1    | FC Sochaux-Montbéliard     | 3   | 1 | 1 | 0 | 0 | 5  | 0  | +5   |
| 2    | FC Fleury 91               | 3   | 1 | 1 | 0 | 0 | 4  | 1  | +3   |
| 3    | SM Caen                    | 3   | 1 | 1 | 0 | 0 | 3  | 0  | +3   |
| 4    | SC Aubagne Air-Bel         | 3   | 1 | 1 | 0 | 0 | 3  | 1  | +2   |
| 5    | Valenciennes FC            | 3   | 1 | 1 | 0 | 0 | 2  | 1  | +1   |
| 6    | FC Versailles 78           | 3   | 1 | 1 | 0 | 0 | 2  | 1  | +1   |
| 7    | Paris 13 Atletico          | 3   | 1 | 1 | 0 | 0 | 1  | 0  | +1   |
| 8    | LB Châteauroux             | 2   | 2 | 0 | 2 | 0 | 2  | 2  | 0    |
| 9    | Dijon FCO                  | 1   | 1 | 0 | 1 | 0 | 1  | 1  | 0    |
| 10   | Quevilly Rouen Métropole   | 1   | 1 | 0 | 1 | 0 | 1  | 1  | 0    |
| 11   | FC Rouen                   | 1   | 1 | 0 | 1 | 0 | 0  | 0  | 0    |
| 12   | FC Villefranche-Beaujolais | 1   | 1 | 0 | 1 | 0 | 0  | 0  | 0    |
| 13   | Bourg-en-Bresse 01         | 0   | 0 | 0 | 0 | 0 | 0  | 0  | 0    |
| 14   | US Concarneau              | 0   | 0 | 0 | 0 | 0 | 0  | 0  | 0    |
| 15   | US Orléans                 | 0   | 1 | 0 | 0 | 1 | 1  | 2  | -1   |
| 16   | Stade briochin             | 0   | 1 | 0 | 0 | 1 | 0  | 1  | -1   |
| 17   | Le Puy Foot                | 0   | 1 | 0 | 0 | 1 | 0  | 1  | -1   |

| Rang | Équipe                     | Pts | J | G | N | P | Bp | Bc | Diff |
| ---- | -------------------------- | --- | - | - | - | - | -- | -- | ---- |
| 1    | Dijon FCO                  | 3   | 1 | 1 | 0 | 0 | 2  | 1  | +1   |
| 2    | FC Sochaux-Montbéliard     | 3   | 1 | 1 | 0 | 0 | 1  | 0  | +1   |
| 3    | FC Versailles 78           | 3   | 1 | 1 | 0 | 0 | 1  | 0  | +1   |
| 4    | Bourg-en-Bresse 01         | 1   | 1 | 0 | 1 | 0 | 2  | 2  | 0    |
| 5    | SM Caen                    | 1   | 1 | 0 | 1 | 0 | 1  | 1  | 0    |
| 6    | FC Rouen                   | 1   | 1 | 0 | 1 | 0 | 1  | 1  | 0    |
| 7    | Valenciennes FC            | 1   | 1 | 0 | 1 | 0 | 0  | 0  | 0    |
| 8    | US Concarneau              | 1   | 1 | 0 | 1 | 0 | 0  | 0  | 0    |
| 9    | FC Fleury 91               | 1   | 1 | 0 | 1 | 0 | 0  | 0  | 0    |
| 10   | LB Châteauroux             | 0   | 0 | 0 | 0 | 0 | 0  | 0  | 0    |
| 11   | Le Puy Foot                | 0   | 1 | 0 | 0 | 1 | 1  | 2  | -1   |
| 12   | Paris 13 Atletico          | 0   | 0 | 0 | 0 | 0 | 0  | 0  | 0    |
| 13   | Quevilly Rouen Métropole   | 0   | 1 | 0 | 0 | 1 | 0  | 1  | -1   |
| 14   | FC Villefranche-Beaujolais | 0   | 0 | 0 | 0 | 0 | 0  | 0  | 0    |
| 15   | Stade briochin             | 0   | 0 | 0 | 0 | 0 | 0  | 0  | 0    |
| 16   | SC Aubagne Air-Bel         | 0   | 1 | 0 | 0 | 1 | 0  | 3  | -3   |
| 17   | US Orléans                 | 0   | 1 | 0 | 0 | 1 | 0  | 5  | -5   |

### Évolution du classement
Le tableau suivant récapitule le classement au terme de chacune des journées définies par le calendrier officiel, les matchs joués en retard sont pris en compte la journée suivante. Les colonnes « promouvable » et « relégable » comptabilisent les places de montée ou de relégation directes.
| Journées →      | 1  | 2  | 3 | 4 | 5 | 6 | 7 | 8 | 9 | 10 | 11 | 12 | 13 | 14 | 15 | 16 | 17 | 18 | 19 | 20 | 21 | 22 | 23 | 24 | 25 | 26 | 27 | 28 | 29 | 30 | 31 | 32 | 33 | 34 | P. | B. | R. |
| Équipe ↓        |    |    |   |   |   |   |   |   |   |    |    |    |    |    |    |    |    |    |    |    |    |    |    |    |    |    |    |    |    |    |    |    |    |    |    |    |    |
| --------------- | -- | -- | - | - | - | - | - | - | - | -- | -- | -- | -- | -- | -- | -- | -- | -- | -- | -- | -- | -- | -- | -- | -- | -- | -- | -- | -- | -- | -- | -- | -- | -- | -- | -- | -- |
| Aubagne         | 17 | 8  |   |   |   |   |   |   |   |    |    |    |    |    |    |    |    |    |    |    |    |    |    |    |    |    |    |    |    |    |    |    |    |    |    |    | 1  |
| Bourg-en-Bresse | 12 | 11 |   |   |   |   |   |   |   |    |    |    |    |    |    |    |    |    |    |    |    |    |    |    |    |    |    |    |    |    |    |    |    |    |    |    |    |
| Caen            | 1  | 3  |   |   |   |   |   |   |   |    |    |    |    |    |    |    |    |    |    |    |    |    |    |    |    |    |    |    |    |    |    |    |    |    | 1  | 1  |    |
| Châteauroux     | 6  | 9  |   |   |   |   |   |   |   |    |    |    |    |    |    |    |    |    |    |    |    |    |    |    |    |    |    |    |    |    |    |    |    |    |    |    |    |
| Concarneau      | 8  | 12 |   |   |   |   |   |   |   |    |    |    |    |    |    |    |    |    |    |    |    |    |    |    |    |    |    |    |    |    |    |    |    |    |    |    |    |
| Dijon           | 2  | 5  |   |   |   |   |   |   |   |    |    |    |    |    |    |    |    |    |    |    |    |    |    |    |    |    |    |    |    |    |    |    |    |    | 1  |    |    |
| Fleury          | 6  | 4  |   |   |   |   |   |   |   |    |    |    |    |    |    |    |    |    |    |    |    |    |    |    |    |    |    |    |    |    |    |    |    |    |    |    |    |
| Le Puy          | 14 | 15 |   |   |   |   |   |   |   |    |    |    |    |    |    |    |    |    |    |    |    |    |    |    |    |    |    |    |    |    |    |    |    |    |    |    |    |
| Orléans         | 13 | 17 |   |   |   |   |   |   |   |    |    |    |    |    |    |    |    |    |    |    |    |    |    |    |    |    |    |    |    |    |    |    |    |    |    |    | 1  |
| Paris 13        | 3  | 7  |   |   |   |   |   |   |   |    |    |    |    |    |    |    |    |    |    |    |    |    |    |    |    |    |    |    |    |    |    |    |    |    |    | 1  |    |
| QRM             | 15 | 13 |   |   |   |   |   |   |   |    |    |    |    |    |    |    |    |    |    |    |    |    |    |    |    |    |    |    |    |    |    |    |    |    |    |    |    |
| Rouen           | 11 | 10 |   |   |   |   |   |   |   |    |    |    |    |    |    |    |    |    |    |    |    |    |    |    |    |    |    |    |    |    |    |    |    |    |    |    |    |
| Saint-Brieuc    | 16 | 16 |   |   |   |   |   |   |   |    |    |    |    |    |    |    |    |    |    |    |    |    |    |    |    |    |    |    |    |    |    |    |    |    |    |    | 2  |
| Sochaux         | 4  | 1  |   |   |   |   |   |   |   |    |    |    |    |    |    |    |    |    |    |    |    |    |    |    |    |    |    |    |    |    |    |    |    |    | 1  |    |    |
| Valenciennes    | 8  | 6  |   |   |   |   |   |   |   |    |    |    |    |    |    |    |    |    |    |    |    |    |    |    |    |    |    |    |    |    |    |    |    |    |    |    |    |
| Versailles      | 4  | 2  |   |   |   |   |   |   |   |    |    |    |    |    |    |    |    |    |    |    |    |    |    |    |    |    |    |    |    |    |    |    |    |    | 1  |    |    |
| Villefranche    | 10 | 14 |   |   |   |   |   |   |   |    |    |    |    |    |    |    |    |    |    |    |    |    |    |    |    |    |    |    |    |    |    |    |    |    |    |    |    |

En gras et italique, les équipes comptant un match en retard (exemple : 13); en gras, italique et souligné, les équipes comptant deux matchs de retard (exemple : 16); en gras, italique, souligné et avec un astérisque, les équipes comptant trois matchs de retard (exemple : 16*).

(Ne seront pas considérées comme ayant un match en retard les équipes ayant été exemptes de match lors d'une journée.)

### Résultats par match
| Journée ╱ Équipe | 1 | 2 | 3 | 4 | 5 | 6 | 7 | 8 | 9 | 10 | 11 | 12 | 13 | 14 | 15 | 16 | 17 | 18 | 19 | 20 | 21 | 22 | 23 | 24 | 25 | 26 | 27 | 28 | 29 | 30 | 31 | 32 | 33 | 34 |
| ---------------- | - | - | - | - | - | - | - | - | - | -- | -- | -- | -- | -- | -- | -- | -- | -- | -- | -- | -- | -- | -- | -- | -- | -- | -- | -- | -- | -- | -- | -- | -- | -- |
| Aubagne          | D | V | X |   |   |   |   |   |   |    |    |    |    |    |    |    |    |    | X  |    |    |    |    |    |    |    |    |    |    |    |    |    |    |    |
| Bourg-en-Bresse  | X | N |   |   |   |   |   |   |   |    |    |    |    |    |    |    |    |    |    |    |    |    |    |    |    |    |    |    |    |    |    |    |    | X  |
| Caen             | V | N |   |   |   |   |   |   |   |    |    |    |    |    |    | X  |    |    |    |    |    |    |    |    |    |    |    |    |    |    |    | X  |    |    |
| Châteauroux      | N | N |   |   |   |   |   |   |   | X  |    |    |    |    |    |    |    |    |    |    |    |    |    |    |    | X  |    |    |    |    |    |    |    |    |
| Concarneau       | N | X |   |   |   |   |   |   |   |    |    |    |    |    |    |    |    | X  |    |    |    |    |    |    |    |    |    |    |    |    |    |    |    |    |
| Dijon            | V | N |   |   |   |   | X |   |   |    |    |    |    |    |    |    |    |    |    |    |    |    | X  |    |    |    |    |    |    |    |    |    |    |    |
| Fleury           | N | V |   |   |   | X |   |   |   |    |    |    |    |    |    |    |    |    |    |    |    | X  |    |    |    |    |    |    |    |    |    |    |    |    |
| Le Puy           | D | D |   |   |   |   |   |   |   |    | X  |    |    |    |    |    |    |    |    |    |    |    |    |    |    |    | X  |    |    |    |    |    |    |    |
| Orléans          | D | D |   |   |   |   |   |   |   |    |    | X  |    |    |    |    |    |    |    |    |    |    |    |    |    |    |    | X  |    |    |    |    |    |    |
| Paris            | V | D |   |   |   |   |   |   |   |    |    |    |    |    | X  |    |    |    |    |    |    |    |    |    |    |    |    |    |    |    | X  |    |    |    |
| Quevilly         | D | N |   | X |   |   |   |   |   |    |    |    |    |    |    |    |    |    |    | X  |    |    |    |    |    |    |    |    |    |    |    |    |    |    |
| Rouen            | N | N |   |   |   |   |   |   |   |    |    |    | X  |    |    |    |    |    |    |    |    |    |    |    |    |    |    |    | X  |    |    |    |    |    |
| Saint-Brieuc     | D | D |   |   |   |   |   |   |   |    |    |    |    | X  |    |    |    |    |    |    |    |    |    |    |    |    |    |    |    | X  |    |    |    |    |
| Sochaux          | V | V |   |   |   |   |   | X |   |    |    |    |    |    |    |    |    |    |    |    |    |    |    | X  |    |    |    |    |    |    |    |    |    |    |
| Valenciennes     | N | V |   |   |   |   |   |   | X |    |    |    |    |    |    |    |    |    |    |    |    |    |    |    | X  |    |    |    |    |    |    |    |    |    |
| Versailles       | V | V |   |   | X |   |   |   |   |    |    |    |    |    |    |    |    |    |    |    | X  |    |    |    |    |    |    |    |    |    |    |    |    |    |
| Villefranche     | N | D |   |   |   |   |   |   |   |    |    |    |    |    |    |    | X  |    |    |    |    |    |    |    |    |    |    |    |    |    |    |    | X  |    |

### Séries
Séries de victoires : 
Séries de matchs sans défaite : 
Série de matchs sans défaite en début de saison : 
Séries de défaites : 
Séries de défaites en début de saison : 
Séries de matchs sans victoire : 
Séries de matchs nuls : 

### Buts marqués par journée
Ce graphique représente le nombre de buts marqués lors de chaque journée.

### Classement des buteurs
Mise à jour le 15 août 2025.
|     | Joueur              | Club                    | Buts |
| --- | ------------------- | ----------------------- | ---- |
| 1er | Kévin Farade        | FC Fleury               | 2    |
|     | Rento Takaoka       | Valenciennes            | 2    |
| 3e  | Mokrane Bentoumi    | SC Aubagne              | 1    |
|     | Mohamed Amine Hamek | SC Aubagne              | 1    |
|     | Dine Hamidou Ali    | SC Aubagne              | 1    |
|     | Benjamin Besic      | Bourg-en-Bresse         | 1    |
|     | Mohamed Boumaaoui   | Bourg-en-Bresse         | 1    |
|     | Ivann Botella       | SM Caen                 | 1    |
|     | Vinicius Gomes      | SM Caen                 | 1    |
|     | Valentin Henry      | SM Caen                 | 1    |
|     | Yann M'Vila         | SM Caen                 | 1    |
|     | Malhory Noc         | LB Châteauroux          | 1    |
|     | Yannis Verdier      | LB Châteauroux          | 1    |
|     | Yanis Barka         | Dijon FCO               | 1    |
|     | Julien Domingues    | Dijon FCO               | 1    |
|     | Alexis Ntamack      | Dijon FCO               | 1    |
|     | Khalil Gannoun      | FC de Fleury            | 1    |
|     | Quentin Vogt        | FC Fleury               | 1    |
|     | Maël Zogba          | Le Puy Foot             | 1    |
|     | Fahd El Khoumisti   | US Orléans              | 1    |
|     | Abdelmalek Amara    | Paris 13 Atletico       | 1    |
|     | Aeron Zinga         | Paris 13 Atletico       | 1    |
|     | Mehdi Moujetzky     | Quevilly                | 1    |
|     | Kenny Rocha Santos  | FC Rouen                | 1    |
|     | Christian Konan     | Saint-Brieuc            | 1    |
|     | Aymen Boutoutaou    | FC Sochaux              | 1    |
|     | Kapit Djoco         | FC Sochaux              | 1    |
|     | Boubacar Fofana     | FC Sochaux              | 1    |
|     | Benjamin Gomel      | FC Sochaux              | 1    |
|     | Solomon Loubao      | FC Sochaux              | 1    |
|     | Mathieu Peybernes   | FC Sochaux              | 1    |
|     | Shelton Guillaume   | FC Versailles           | 1    |
|     | Cédric Odzoumo      | FC Versailles           | 1    |
|     | Yohan Zemoura       | FC Versailles           | 1    |
|     | Kenny Mixtur        | Villefranche Beaujolais | 1    |

### Classement des passeurs
Mise à jour le 15 août 2025.
|     | Joueur           | Club                   | Passes |
| --- | ---------------- | ---------------------- | ------ |
| 1er | Samba Dembélé    | LB Châteauroux         | 2      |
| 2e  | Abdelmalek Amara | Paris 13 Atletico      | 1      |
|     | Boubacar Fofana  | FC Sochaux-Montbéliard | 1      |
|     | Aeron Zinga      | Paris 13 Atletico      | 1      |
|     | Karim Chaban     | SC Aubagne             | 1      |
|     | Sidi Cisse       | FBBP01                 | 1      |
|     | Dieudonne Debohi | SM Caen                | 1      |
|     | Ahmed Diomande   | Valenciennes FC        | 1      |
|     | Maxime Etuin     | SM Caen                | 1      |
|     | Mathias Fischer  | FC Versailles          | 1      |

### Affluence

#### Affluence moyenne par club
Mise à jour le 17 mai 2025.
| Rang | Club             | Moyenne | Remplissage | Meilleure affluence (adversaire) | Pire affluence (adversaire) |
| ---- | ---------------- | ------- | ----------- | -------------------------------- | --------------------------- |
| 1    |                  | 0       | 0 %         | 0 ()                             | 0 ()                        |
| 2    |                  | 0       | 0 %         | 0 ()                             | 0 ()                        |
| 3    |                  | 0       | 0 %         | 0 ()                             | 0 ()                        |
| 4    |                  | 0       | 0 %         | 0 ()                             | 0 ()                        |
| 5    |                  | 0       | 0 %         | 0 ()                             | 0 ()                        |
| 6    |                  | 0       | 0 %         | 0 ()                             | 0 ()                        |
| 7    |                  | 0       | 0 %         | 0 ()                             | 0 ()                        |
| 8    |                  | 0       | 0 %         | 0 ()                             | 0 ()                        |
| 9    |                  | 0       | 0 %         | 0 ()                             | 0 ()                        |
| 10   |                  | 0       | 0 %         | 0 ()                             | 0 ()                        |
| 11   |                  | 0       | 0 %         | 0 ()                             | 0 ()                        |
| 12   |                  | 0       | 0 %         | 0 ()                             | 0 ()                        |
| 13   |                  | 0       | 0 %         | 0 ()                             | 0 ()                        |
| 14   |                  | 0       | 0 %         | 0 ()                             | 0 ()                        |
| 15   |                  | 0       | 0 %         | 0 ()                             | 0 ()                        |
| 16   |                  | 0       | 0 %         | 0 ()                             | 0 ()                        |
| 17   |                  | 0       | 0 %         | 0 ()                             | 0 ()                        |
| -    | Moyenne générale | 0       | 0 %         | -                                | -                           |

#### Meilleures affluences de la saison
Mise à jour le 17 mai 2025.
| Rang | Match | Journée | Date | Affluence |
| ---- | ----- | ------- | ---- | --------- |
| 1    |       | J?      |      | 0         |
| 2    |       | J?      |      | 0         |
| 3    |       | J?      |      | 0         |
| 4    |       | J?      |      | 0         |
| 5    |       | J?      |      | 0         |
| 6    |       | J?      |      | 0         |
| 7    |       | J?      |      | 0         |
| 8    |       | J?      |      | 0         |
| 9    |       | J?      |      | 0         |
| 10   |       | J?      |      | 0         |

#### Affluences par journée
Ce graphique représente le nombre de spectateurs présents dans les stades lors de chaque journée
* Au moins une affluence n'a pas été communiquée officiellement.
** Un ou plusieurs matchs à huis clos.

## Trophées du National
En mai, la Fédération française de football (FFF) décerne plusieurs distinctions individuelles et collectives à l'issue du vote de l'ensemble des entraîneurs et des capitaines des équipes participantes au championnat National.
| Trophée   | Meilleur joueur | Meilleur gardien | Meilleur espoir | Meilleur entraîneur | Plus beau but |
| --------- | --------------- | ---------------- | --------------- | ------------------- | ------------- |
| Vainqueur |                 |                  |                 |                     |               |

| Gardien de but | Défenseurs | Milieux de terrain | Attaquants |
| -------------- | ---------- | ------------------ | ---------- |
|                |            |                    |            |

## Joueur du mois
| Mois      | Vainqueurs | Équipe |
| --------- | ---------- | ------ |
| Août      |            |        |
| Septembre |            |        |
| Octobre   |            |        |
| Novembre  |            |        |
| Décembre  |            |        |
| Janvier   |            |        |
| Février   |            |        |
| Mars      |            |        |
| Avril     |            |        |
| Mai       |            |        |

## Bilan de la saison
Les données ci-dessous sont vouées à évoluer au fur et à mesure du déroulement de la saison.
- Champion d'automne :
- Champion :
- Meilleure attaque :
- Meilleure défense :
- Plus mauvaise attaque :
- Plus mauvaise défense :
- Premier but de la saison :  Yohan Zemoura   4e pour le FC Versailles contre le Stade Briochin (0 - 1), le 8 août 2025 (1re journée).
- Premier doublé de la saison :  Kévin Farade   2e   29e pour le FC Fleury 91 contre le Stade briochin (1 - 1), le 15 août 2025 (2e journée).
- Premier triplé de la saison :
- Dernier but de la saison :
- Dernier doublé de la saison :
- Dernier triplé de la saison :
- Premier but contre son camp :
- Dernier but contre son camp :
- Premier penalty réussi:  Julien Domingues   86e (pen.) pour le Dijon FCO contre l'US Orléans (1 - 2), le 8 août 2025 (1re journée).
- Premier penalty arrêté :  Anthony Mandrea  80e face à Kylian Sila pour le SM Caen contre le SC Aubagne Air-Bel (3 - 0), le 8 août 2025 (1re journée).
- Dernier penalty :
- But le plus rapide d'une rencontre :  Yanis Barka   1re pour le DFCO contre le FC Rouen 1899 (1 - 1), le 15 août 2025 (2e journée).
- But le plus tardif en première mi-temps :  Benjamin Gomel   45+3e pour le FC Sochaux-Montbéliard contre le le US Orléans (5 - 0), le Modèle:Date-15 (2e journée).
- But le plus tardif en seconde mi-temps :  Boubacar Fofana   89e pour le FC Sochaux-Montbéliard contre le Le Puy Foot (0 - 1), le 15 août 2025 (1re journée).
- Plus jeune buteur de la saison :  Rento Takaoka   70e   75e pour le Valenciennes FC contre Le Puy Foot (2 - 2), le 15 août 2025 (2e journée) à 18 ans, 5 mois et 3 jours.
- Plus vieux buteur de la saison :  Yann M'Vila   38e pour le SM Caen contre le SC Aubagne Air-Bel (3 - 0), le 8 août 2025 (1re journée) à 35 ans, 1 mois et 9 jours.
- Journée de championnat la plus riche en buts :
- Journée de championnat la plus pauvre en buts :
- Nombre de buts inscrits durant la saison : 9 buts
- Premier carton jaune :  Abdallah Ali Mohamed  4e pour le SC Aubagne Air-Bel contre le SM Caen (3 - 0), le 8 août 2025 (1re journée).
- Premier carton rouge :  Madigoundo Diakite   14e pour le Stade Briochin contre le FC Versailles (0 - 1), le 8 août 2025 (1re journée).
- Carton jaune le plus rapide :  Nathan Vitré  2e pour le FBBP01 contre LB Châteauroux (2 - 2), le 15 août 2025 (2e journée).
- Carton rouge le plus rapide :  Madigoundo Diakite   14e pour le Stade Briochin contre le FC Versailles (0 - 1), le 8 août 2025 (1re journée).
- Nombre de  durant la saison : 77
- Nombre de  durant la saison : 5
- Plus grand nombre de buts dans une rencontre : 5 buts
  - 5 - 0 lors de FC Sochaux-Montbéliard - US Orléans le 15 août 2025 (2e journée).
  - 4 - 1 lors de FC Fleury 91 - Stade briochin le 15 août 2024 (2e journée).
- Plus large victoire à domicile : 5 buts
  - 5 - 0 lors de FC Sochaux-Montbéliard - US Orléans le 15 août 2025 (2e journée)
- Plus large victoire à l'extérieur : 1 but
  - 1 - 2 lors de US Orléans - Dijon FCO le 8 août 2024 (1re journée).
  - 0 - 1 lors de Le Puy Foot - FC Sochaux-Montbéliard le 8 août 2024 (1re journée).
  - 0 - 1 lors de Stade Briochin - FC Versailles le 8 août 2024 (1re journée).
- Plus grand nombre de buts dans une mi-temps : 
  - en 1re mi-temps : 4 buts
    - FC Sochaux-Montbéliard 4 - 0 US Orléans (4 - 0, 1 - 0) le 15 août 2024 (2e journée).

  - en 2e mi-temps : 4 buts
    - SC Aubagne Air-Bel 3 - 1 FC Villefranche-Beaujolais (0 - 0, 3 - 1) le 15 août 2024 (2e journée).
- Plus grand nombre de buts dans une rencontre pour une équipe :  5 buts
  - 5 - 0 lors de FC Sochaux-Montbéliard - US Orléans le 15 août 2025 (2e journée)
- Plus grand nombre de spectateurs dans une rencontre : 14 449 spectateurs lors de SM Caen - SC Aubagne Air-Bel, le 8 août 2025 (1re journée).
- Plus petit nombre de spectateurs dans une rencontre : 690 spectateurs lors de Paris 13 Atletico - Quevilly Rouen Métropole, le 8 août 2025 (1re journée).